# Białystok
Białystok [/bʲaˈwɨstɔk/] (vitryska: Беласток; ryska: Белосток; litauiska: Balstogė) är en stad i östra Polen som gränsar till älven Supraśls biflod Biała. Staden, med omkring 294 989 invånare (2010), är den största i nordöstra Polen och är vojvodskapet (administrativ provins, motsvarar Sveriges län) Podlasiens huvudstad.

## Namnets ursprung
Białystok, stadens namn, betyder vit lutning eller ren ström på gammalpolska. Enligt en legend fick Białystok sitt namn av storfursten av Litauen Gediminas på 1320-talet[källa behövs].

## Historia
Staden grundades omkring år 1320.

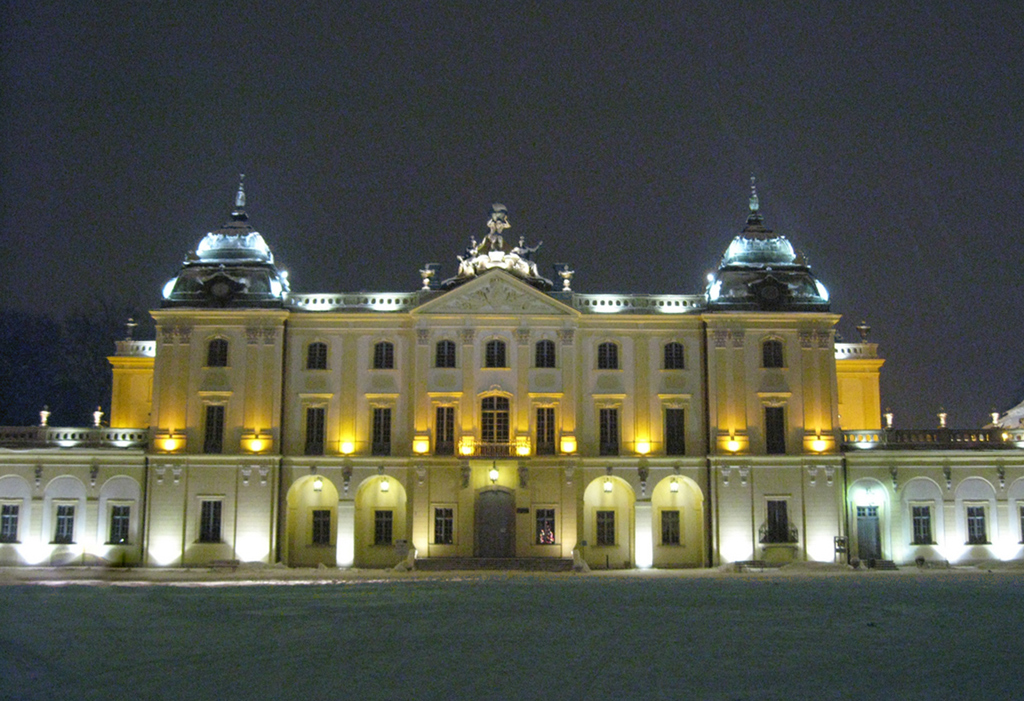
Branickis palats

Det första omnämnandet av platsen i historiska källor är från 1437 då marken runt floden Biala (som kallas Białka av urinvånarna) gavs av storhertigen av Litauen Kasimir IV av Polen till Raczko Tabutowicz. Den tillföll sedan   Wiesiołowskifamiljen år 1547.
Staden kom under Preussen 1795, vid Polens tredje delning, men vid freden i Tilsit 1807 fick tsar Alexander I av Ryssland den i gåva av Napoleon I.

## Kultur
Staden fungerar som administrativt, ekonomiskt, vetenskapligt och kulturellt centrum i regionen. Białystok har utnämnts till kandidat till titeln Europeisk kulturhuvudstad 2016.

## Invånarutveckling
Stapeldiagrammet ovan skildrar Białystoks invånarutveckling. Nedgången på 1940-talet kan förklaras av att staden drabbades mycket hårt av det andra världskriget.
I Białystok bor 294 989 invånare (2010): 157 227 kvinnor och 137 762 män. Białystok är den näst mest befolkningstäta staden i Polen, den elfte mest befolkade samt den trettonde i fråga om yta.

## Administrativa distrikt

Białystoks administrativa distrikt.

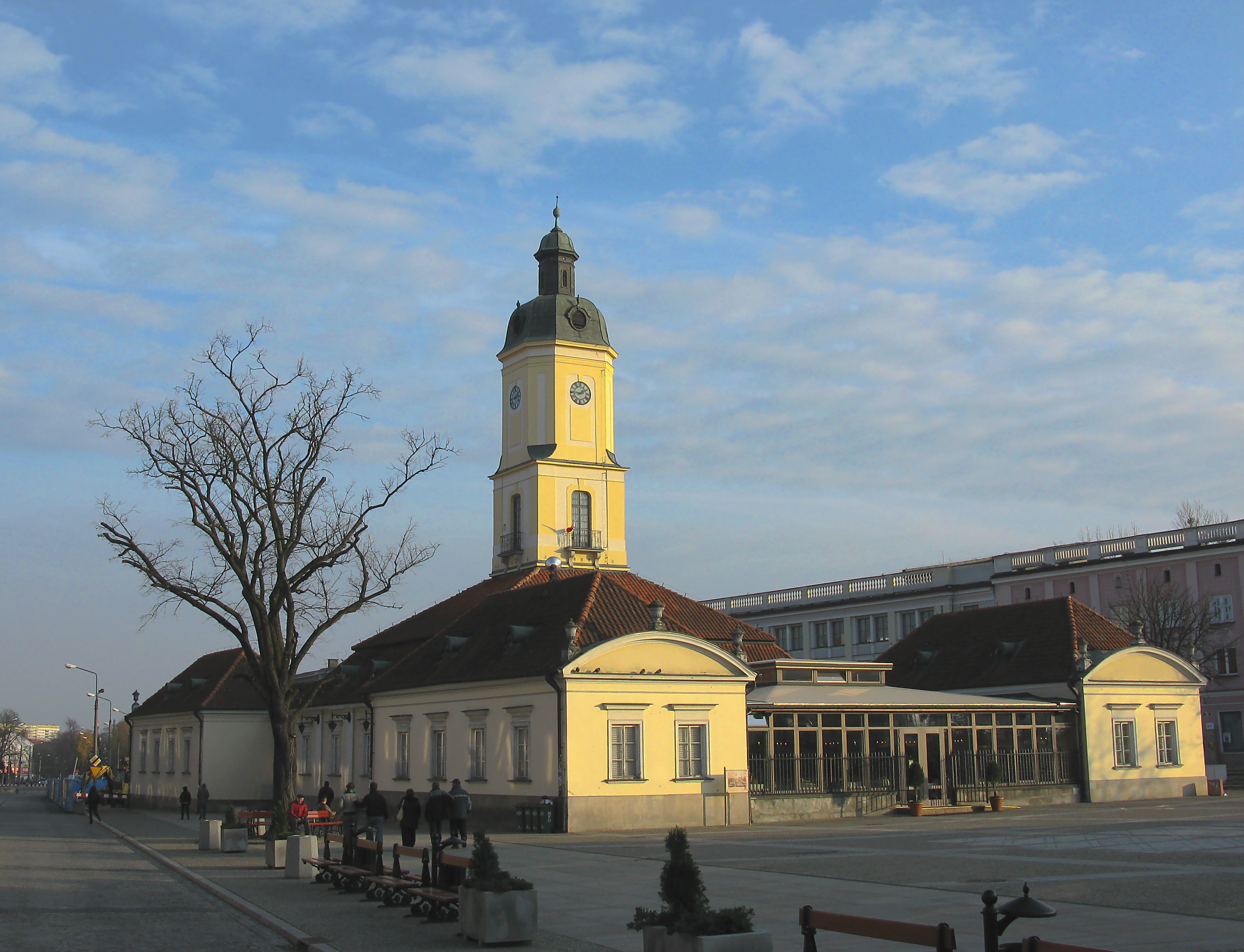
Rådhus i Białystok.

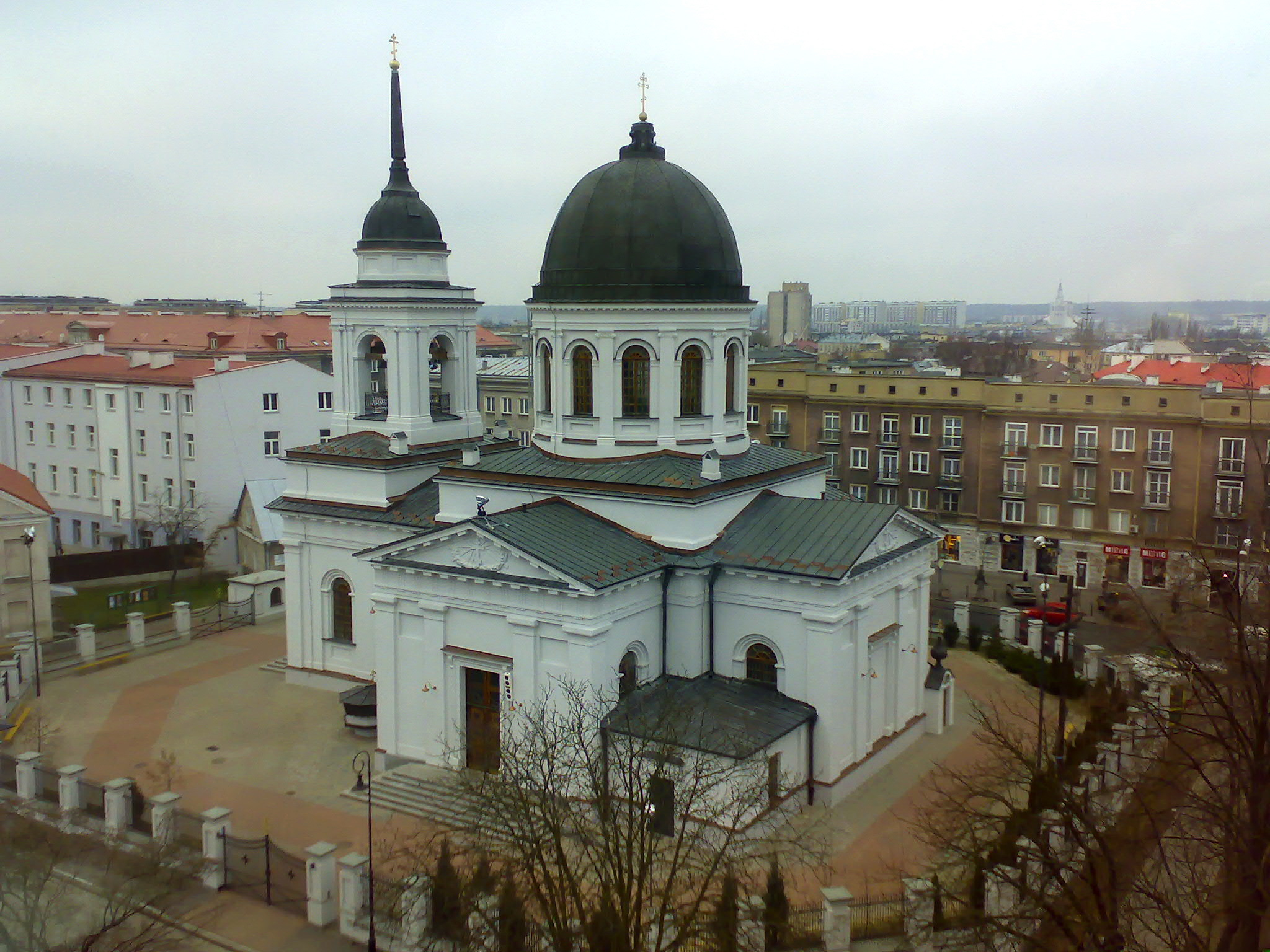
Sankt Nicholas' ortodoxa kyrka i Białystok.

Białystoks stadskärna är indelad i 28 distrikt:
1. Centrum
2. Białostoczek
3. Sienkiewicza
4. Bojary
5. Piaski
6. Przydworcowe
7. Młodych
8. Antoniuk
9. Jaroszówka
10. Wygoda
11. Piasta I
12. Piasta II
13. Skorupy
14. Mickiewicza
15. Dojlidy
16. Bema
17. Kawaleryjskie
18. Nowe Miasto
19. Zielone Wzgórza
20. Starosielce
21. Słoneczny Stok
22. Leśna Dolina
23. Wysoki Stoczek
24. Dziesięciny I
25. Dziesięciny II
26. Bacieczki
27. Zawady
28. Dojlidy Górne

## Kommunen Białystok
Powiatet (sekundär administrationsenhet) Białystok har en yta på 94 km² och omkring 350 000 invånare[källa behövs].

## Sport

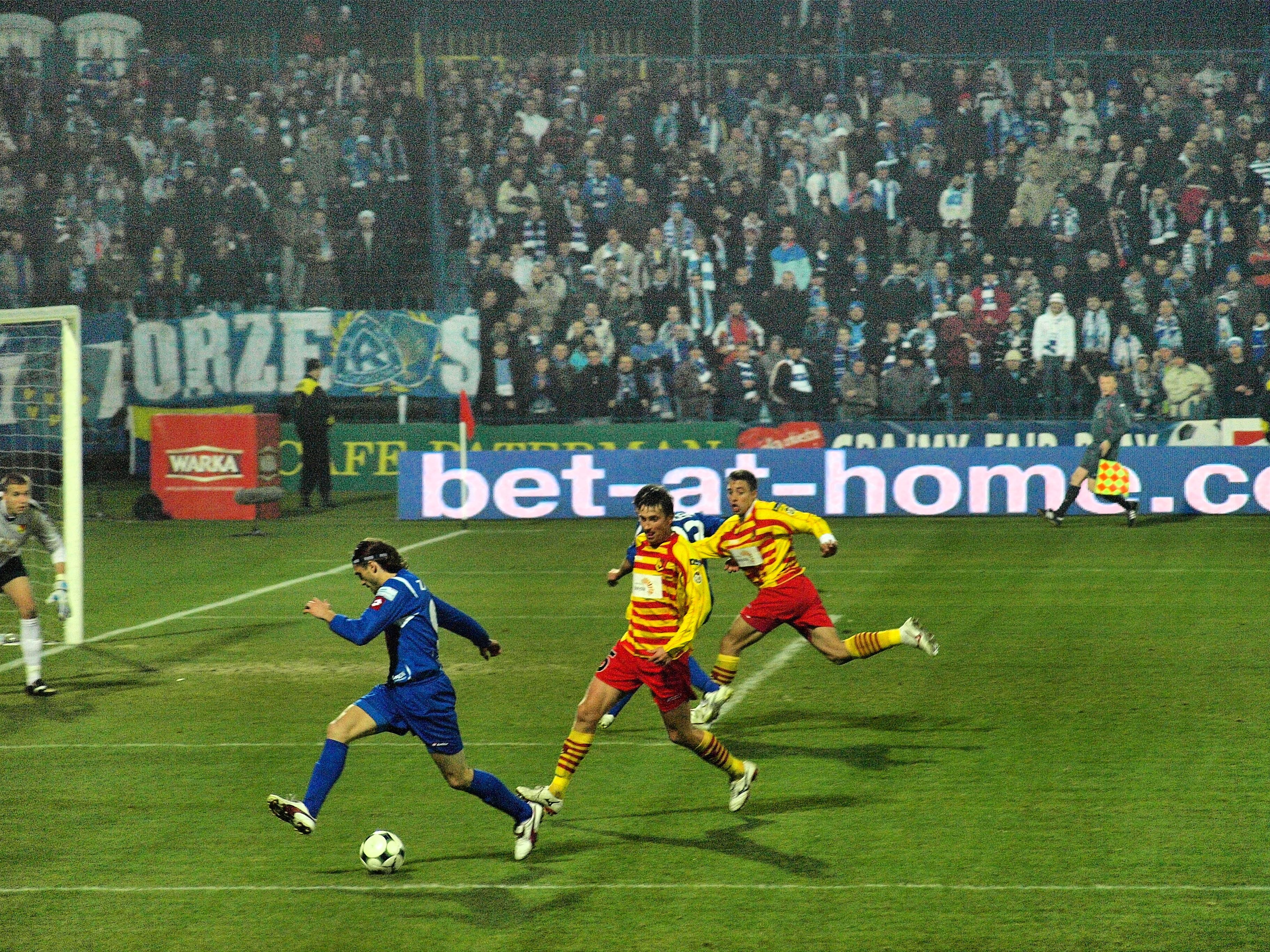
Jagiellonia Białystok v Ruch Chorzów (09.11.2009)

### Fotboll
- Jagiellonia Białystok JagielloniaFotboll.se
- Hetman Białystok Hetman.se

## Kuriosa
- Från staden härstammar både Ludwig Zamenhof (som skapade språket esperanto) och Mel Brooks (som gjorde till exempel filmen Det våras för Hitler där en av rollfigurerna heter Białystok i efternamn).
- Svensk-polska modellen/skådespelerskan Izabella Scorupco är född i staden.